# Aplastodiscus perviridis
Aplastodiscus perviridis é uma espécie de anfíbio da família Hylidae. Pode ser encontrada na Argentina, Brasil e possivelmente no Paraguai.